# Força Pública
Força Pública era, no Brasil Império, o conjunto de corporações que compunham a segurança fixa das províncias.
Eram compostas pelos corpos fixos do Exército, dos destacamentos costeiros da Armada (Marinha), da Guarda Nacional e dos Corpos Policiais, e eram comandadas pelos "Comandantes de Armas" locais, normalmente militares das forças armadas indicados pelo imperador, ou mesmo civis que fossem nomeados presidentes daquelas províncias. Ainda assim, cada instituição tinha sua autonomia de comando, subordinada às suas respectivas organizações centrais da Marinha, Exército e Guarda Nacional e, no caso dos Corpos Policiais, aos presidentes das províncias (atuais governadores) e, posteriormente, dos estados.
Com a Proclamação da República, em 1889, passou a referir exclusivamente às forças estaduais, quando compostas pelas Polícia Militares e Corpo de Bombeiros Militares, sendo a Polícia Militar do Estado de São Paulo a última a ter perdido essa denominação, em 1970, quando incorporou o efetivo da antiga Guarda Civil às suas fileiras. 
Alguns presidentes de estado, principalmente daqueles com maior força político-econômica, investiram fortemente no preparo militar - incluindo a contratação de instrutores militares do exército nacional ou de outros países - e na compra de equipamentos e armamentos nas suas forças públicas, marcadamente em São Paulo, Minas Gerais e Rio Grande do Sul, sendo comum que o efetivo e material bélico desses "pequenos exércitos estaduais" sobrepujasse o número de militares federais naquela região. Tal feito ocorria pelo fato de a maioria dos políticos dos estados temerem intervenções federais, como no caso da "Política dos governadores", na qual o governo central atuava sobre os resultados eleitorais dos estados a fim de manter no poder a oligarquia que lhe fosse mais favorável. 
A mudança na denominação aconteceu, na maioria dos casos, acompanhada do fim da Segunda Guerra Mundial, com a redemocratização do Brasil ocorrida em 1946 e, do prestígio que esse nome passou a ter junto às instituições militares nesse período, após contato com o Exército dos Estados Unidos naquele conflito.
Possuíam, via de regra, forma de atuação próxima às das Gendarmarias, com atribuições de policiamento ostensivo do público civil nas regiões mais rurais ou em locais considerados estratégicos (portos, aeroportos, represas), bem como, em algumas situações, também obtinha poderes de polícia judiciária e de investigação aos seus militares, principalmente nas cidades interioranas, com a nomeação de oficiais e sargentos na função de delegados. Nas grandes cidades, atuavam policiando as partes mais rurais e afastadas (nas regiões centrais, nos estados onde existiam, costumavam atuar as Guardas Civis), como força de choque em casos de distúrbios civis, ou mesmo no caso de grandes desastres naturais, em ações de defesa civil.
Há na Alesp, uma PEC (01/2010) que faz com a Polícia Militar do Estado de São Paulo volte a chamar-se Força Pública.